# Pfaffenschlag bei Waidhofen an der Thaya
Pfaffenschlag bei Waidhofen an der Thaya è un comune austriaco di 919 abitanti nel distretto di Waidhofen an der Thaya, in Bassa Austria.